# Герб Синт-Мартена
Герб Синт-Мартена был утвержден в 1985 году.
Синий цвет гербового щита символизирует Карибское море, а его оранжевая кайма — правящую в Нидерландах королевскую Оранскую династию. На щите изображено здание местного суда — символ власти и справедливости, букет из веток цветущего шалфея, выращиваемого здесь на экспорт, и монумент нидерландско-французской дружбы, установленный на границе между двумя частями острова, означающий связи и сотрудничество между ними. Увенчивающий герб силуэт бурого пеликана, характерного для местной фауны, летящего на фоне восходящего солнца, олицетворяет природу острова и надежду на его светлое будущее. Латинский девиз означает «Всегда идущие вперед». Герб Синт-Мартена изображен и на его флаге, рисунок которого похож на флаг Филиппин, а цвета подчеркивают исторические и политические связи с Нидерландами.
На острове популярен и ещё один полуофициальный герб, символизирующий единство острова Святого Мартина, несмотря на его принадлежность двум колониальным державам. На его чёрном щите изображены скрещенные флаги Нидерландских Антил и Франции, над которыми красными буквами написано голландское название острова.